# Combat de Tin Keraten
Guerre du Mali
Batailles
Le combat de Tin Keraten se déroule le 6 mars 2013 pendant la guerre du Mali. Alors que les forces franco-maliennes mènent l'opération Doro II dans un oued, elles sont attaquées par un groupe de combattants du MUJAO. 

## Prélude
Après la bataille d'Imenas, les forces françaises et maliennes poursuivent l'opération Doro II. Le 5 mars, la colonne atteint In Araoue où les soldats découvrent deux tonnes de munitions, dont des dizaines de roquettes. Ne pouvant être emportées, elles sont aussitôt détruite par le génie.
Le prochain objectif des militaires français est l'oued de Tin Keraten, située au nord-est d'Imenas, à 100 kilomètres à l'est de Gao. Espérant surprendre les djihadistes, le commandant français à la tête de la 1re compagnie du 92e RI décide de contourner l'oued puis de faire demi-tour et d'avancer directement dessus. 

## Déroulement
Le matin du 6 mars 2013, les forces maliennes et françaises approchent de l'oued de Tin Keraten. Cependant ils sont repérés par une vingtaine de combattants du MUJAO qui se postent en embuscade dans l'oued. Bien qu'étant à leur tour repérés peu avant l'attaque par les avions Mirage 2000D, les djihadistes engagent le combat avec les militaires maliens à 6 h 43,,,. .
Les belligérants s'opposent dans une fusillade, séparés par une centaine de mètres. Mais plusieurs soldats sont blessés par balles et les Touareg de l'armée malienne reçoivent bientôt l'ordre de battre en retraite pour être remplacés par les blindés VBCI qui attaquent les djihadistes sur deux côtés. Un soldat français s'effondre également, touché à la tête alors qu'il rechargeait sa mitrailleuse ANF1 montée sur un VBL,,,.
Les Français engagent des hélicoptères Tigre et Gazelle, ainsi que des avions de chasse Mirage 2000D. Finalement, les hommes du CPA-20 localisent précisément la vingtaine de combattants salafistes embusqués et à 6 h 52 un avion Mirage 2000D largue deux bombes GBU. Seuls quatre dhihadistes survivent à ce bombardement, ils prennent alors la fuite et parviennent à s'échapper,,,.
Le combat n'a duré qu'une dizaine de minutes, les Maliens et les Français fouillent ensuite la lisière de l'oued et récupèrent plusieurs armes, dont un fusil Dragunov.
Les Français et les Maliens quittent ensuite Tin Keraten, cependant sur le chemin du retour, à 23 heures, le pick-up sanitaire des Maliens saute sur un IED, faisant un blessé.

## Pertes
Quatre soldats maliens sont blessés lors du combat, dont un mortellement. Du côté des Français, un soldat, le brigadier-chef Wilfried Pingaud, du 68e régiment d'artillerie d'Afrique, est mortellement touché. Transporté avec les blessés maliens par les hélicoptères belges Agusta A.109 vers l’antenne chirurgicale avancée de Gao, il meurt cependant des suites de ses blessures quelques heures après,,.
Du côté du MUJAO, l'état-major français estime qu'une dizaine de ses combattants ont été « neutralisés »,,. Selon Jean-Christophe Notin, seuls quatre djihadistes, sur une vingtaine de combattants, survivent à l'affrontement.